# Arnold Chan

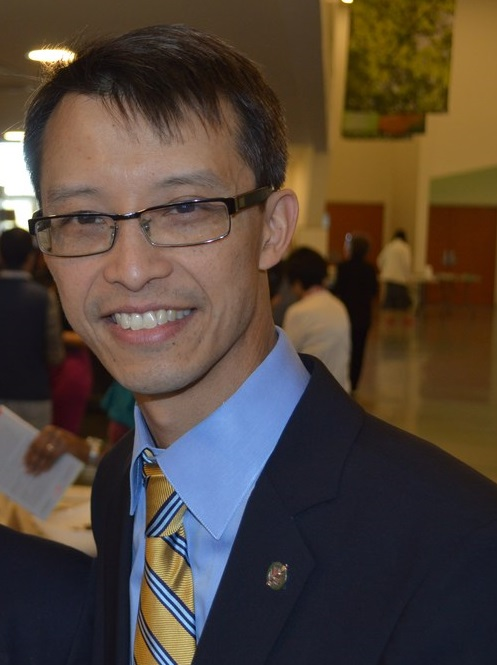
Arnold Chan, 2016

Arnold Chan (* 10. Juni 1967 in Scarborough; † 14. September 2017 in Toronto) war ein kanadischer Rechtsanwalt und Politiker. Er vertrat seit der Nachwahl 2014 den Wahlbezirk Scarborough-Agincourt im Kanadischen Unterhaus. Chan war Mitglied der Liberalen Partei Kanadas.

## Frühe Jahre
Arnold Chan besuchte die Henry Kelsey Senior Public School, die Sir Ernest MacMillan Senior Public School und das Dr Norman Bethune Collegiate Institute. Anschließend studierte er an der University of Toronto und erreichte einen Bachelor- sowie zwei Masterabschlüsse in Politikwissenschaft und Stadtplanung, bevor er an der University of British Columbia ein Jurastudium abschloss.

## Karriere
Vor seiner Wahl arbeitete Chan als Rechtsanwalt und war zeitweise Stabschef des Kabinettsministers von Ontario, Michael Chan, und später leitender Berater des Premierministers von Ontario, Dalton McGuinty.

## Abgeordneter
Chan gewann den Platz der Liberalen für die Parlamentswahl im Wahlkreis Scarborough-Agincourt, nachdem der Abgeordnete Jim Karygiannis sein Amt aufgegeben hatte, um für das Toronto City Council zu kandidieren. Bei der Nachwahl im Jahr 2014 zog er mit 59 Prozent der Stimmen in das Parlament ein.
Als Teil der Opposition war Chan Kritiker der Liberalen für die Federal Economic Development Initiative for Northern Ontario und die Federal Economic Development Agency for Southern Ontario. Im November 2014 wurde er auch zum Kritiker für Tourismus und Kleinunternehmen ernannt.
Am 22. Januar 2015 gab Chan bekannt, dass er zur Behandlung seines Nasopharynxkarzinoms eine fünfwöchige Pause einlegen werde. Nach seiner Rückkehr nahm er seine Ämter wieder auf und kritisierte die parteipolitische Nutzung öffentlicher Werbung durch die Harper-Regierung und die mangelnde Förderung Kanadas auf dem globalen Tourismusmarkt.
Nach dem Wahlsieg der Liberalen bei der Kanadischen Unterhauswahl 2015 wurde Chan stellvertretender Regierungssprecher im Unterhaus. Er war bekannt für sein Engagement für die armenisch-kanadische Gemeinschaft und leitete die Parlamentarische Freundschaftsgruppe Kanada-Armenien. Chan war Gastgeber für den armenischen Abgeordneten des türkischen Parlaments Garo Paylan, als dieser im Mai 2017 das kanadische Parlament besuchte.
In seiner letzten Rede vor dem Unterhaus am 12. Juni 2017 rief Chan die Abgeordneten dazu auf, über die Parteigrenzen hinaus die Debattenkultur zu verbessern und sagte: „Ich bin mir nicht sicher, wie oft ich noch die Kraft haben werde, aufzustehen und an diesem Ort eine 20-minütige Rede zu halten, aber der Punkt, den ich uns allen mitteilen möchte, ist, dass ich weiß, dass wir alle ehrenwerte Mitglieder sind, ich weiß, dass die Mitglieder diesen Ort verehren und ich möchte uns bitten, nicht nur als ehrenwerte Mitglieder zu handeln, sondern diese Institution ehrenhaft zu behandeln. [...] Ich möchte uns alle bitten, unsere Debatte und unsere Ausübung zu vertiefen.“

## Persönliches
2014 wurde bei Chan ein Nasopharynxkarzinom diagnostiziert. Nachdem es nach der Behandlung im Jahr 2015 zunächst zu einer Besserung gekommen war, kehrte die Erkrankung 2016 zurück. Chan starb am 14. September 2017 im Alter von 50 Jahren.
Arnold Chan hatte drei Söhne und war mit Jean Yip verheiratet. Yip gewann bei der Nachwahl am 11. Dezember 2017 den Parlamentssitz ihres Mannes.

## Wahlergebnisse
| Nachwahl zum Kanadischen Unterhaus am 30. Juni 2014: Scarborough—Agincourt Rücktritt von Jim Karygiannis | Nachwahl zum Kanadischen Unterhaus am 30. Juni 2014: Scarborough—Agincourt Rücktritt von Jim Karygiannis | Nachwahl zum Kanadischen Unterhaus am 30. Juni 2014: Scarborough—Agincourt Rücktritt von Jim Karygiannis | Nachwahl zum Kanadischen Unterhaus am 30. Juni 2014: Scarborough—Agincourt Rücktritt von Jim Karygiannis | Nachwahl zum Kanadischen Unterhaus am 30. Juni 2014: Scarborough—Agincourt Rücktritt von Jim Karygiannis |
| Partei                                                                                                   | Kandidat                                                                                                 | Stimmen                                                                                                  | % | ±% |
| --- | --- | --- | --- | --- |
| Liberale Partei Kanadas                                                                                  | Arnold Chan                                                                                              | 12.868                                                                                                   | 59,38 | +13,98                                                                                                   |
| Konservative Partei Kanadas                                                                              | Trevor Ellis                                                                                             | 6.344 | 29,27 | −4,91 |
| Neue Demokratische Partei                                                                                | Elizabeth Ying Long                                                                                      | 1.838 | 8,48 | −9,62 |
| Parteilos                                                                                                | Kevin Clarke                                                                                             | 315 | 1,45 | – |
| Grüne Partei Kanadas                                                                                     | Shahbaz Mir                                                                                              | 307 | 1,42 | −0,90 |
| Gültige Stimmen                                                                                          | Gültige Stimmen                                                                                          | 21.672                                                                                                   | 99,44 | – |
| Ungültige Stimmen                                                                                        | Ungültige Stimmen                                                                                        | 121 | 0,56 | −0,09 |
| Abgegebene Stimmen                                                                                       | Abgegebene Stimmen                                                                                       | 21.793                                                                                                   | 29,43 | −26,60                                                                                                   |
| Wahlberechtigte                                                                                          | Wahlberechtigte                                                                                          | 74.026                                                                                                   | | |
| Ontario Liberal Party                                                                                    | Ontario Liberal Party                                                                                    | Swing | Swing | +9,45 |
| Quelle: Elections Canada                                                                                 | | | | |

| Kanadische Unterhauswahl 2015: Scarborough—Agincourt | Kanadische Unterhauswahl 2015: Scarborough—Agincourt | Kanadische Unterhauswahl 2015: Scarborough—Agincourt | Kanadische Unterhauswahl 2015: Scarborough—Agincourt | Kanadische Unterhauswahl 2015: Scarborough—Agincourt | Kanadische Unterhauswahl 2015: Scarborough—Agincourt |
| Partei                                               | Kandidat                                             | Stimmen                                              | %                                                    | ±%                                                   | Ausgaben                                             |
| ---------------------------------------------------- | ---------------------------------------------------- | ---------------------------------------------------- | ---------------------------------------------------- | ---------------------------------------------------- | ---------------------------------------------------- |
| Liberale Partei Kanadas                              | Arnold Chan                                          | 21.587                                               | 51,95                                                | +6,38                                                | 70.985,90 $                                          |
| Konservative Partei Kanadas                          | Bin Chang                                            | 15.802                                               | 38,03                                                | +3,88                                                | 81.000,27 $                                          |
| Neue Demokratische Partei                            | Laura Thomas Patrick                                 | 3.263                                                | 7,85                                                 | −10,14                                               | 3.832,40 $                                           |
| Grüne Partei Kanadas                                 | Debra Scott                                          | 570                                                  | 1,37                                                 | −0,92                                                | –                                                    |
| Christian Heritage Party of Canada                   | Jude Coutinho                                        | 334                                                  | 0,80                                                 | –                                                    | 621,16 $                                             |
| Gültige Stimmen / Kostenlimit                        | Gültige Stimmen / Kostenlimit                        | 41.556                                               | 99,41                                                |                                                      | 203.566,74 $                                         |
| Ungültige Stimmen                                    | Ungültige Stimmen                                    | 248                                                  | 0,59                                                 | –                                                    |                                                      |
| Abgegebene Stimmen                                   | Abgegebene Stimmen                                   | 41.804                                               | 59,42                                                | –                                                    |                                                      |
| Wahlberechtigte                                      | Wahlberechtigte                                      | 70.355                                               |                                                      |                                                      |                                                      |
| Ontario Liberal Party                                | Ontario Liberal Party                                | Swing                                                | Swing                                                | +1,25                                                |                                                      |
| Quelle: Elections Canada                             |                                                      |                                                      |                                                      |                                                      |                                                      |